# Limaciopsis loangensis
Limaciopsis loangensis är en tvåhjärtbladig växtart som beskrevs av Adolf Engler. Limaciopsis loangensis ingår i släktet Limaciopsis och familjen Menispermaceae. Inga underarter finns listade i Catalogue of Life.